# Мельницька волость
Мельницька волость — історична адміністративно-територіальна одиниця Ковельського повіту Волинської губернії Російської імперії. Волосний центр — містечко Мельниця.
Наприкінці ХІХ ст. волость було ліквідовано, поселення увійшли до складу Голобської (Радошин, Радошинська Воля) та Велицької (Мельниця) волостей.
Станом на 1885 рік складалася з 6 поселень, 6 сільських громад. Населення — 3088 осіб (1493 чоловічої статі та 1595 — жіночої), 278 дворових господарств.
|                     | Площа, десятин | У тому числі орної, дес. |
| ------------------- | -------------- | ------------------------ |
| Сільських громад    | 4720           | 2161                     |
| Приватної власності | 1998           | 536                      |
| Казенної власності  | 2886           | 420                      |
| Іншої власності     | 120            | 48                       |
| Загалом             | 9724           | 3165                     |

Основні поселення волості:
- Мельниця — колишнє власницьке містечко за 30 верст від повітового міста, 768 осіб, 93 двори, православна церква, скасований костел, православні та католицька каплиці, 2 єврейських молитовних будинки,  школа, богодільня, 3 постоялих будинки, гостинний двір, базар, водяний і вітряний млини.
- Радошинська Вулька — колишнє власницьке село, 378 осіб, 44 двори, православна церква, постоялий будинок, водяний млин.
- Радошин — колишнє власницьке село, 384 особи, 62 двори, православна церква, постоялий будинок, вітряний млин.